# Zalesie (powiat olsztyński)
Zalesie (niem. Vorwerkswalde, 1938–1945 Waldhausen) – wieś w Polsce położona w województwie warmińsko-mazurskim, w powiecie olsztyńskim, w gminie Barczewo.
Siedziba sołectwa. W latach 1975–1998 miejscowość należała administracyjnie do województwa olsztyńskiego.